# Détachement d'armée Samland
Le détachement d'armée Samland (en allemand : Armee-Abteilung Samland) est un détachement d'armée de l'Armée de terre (Heer) de la Wehrmacht, formé le 9 février 1945 à partir du XXVIII. Armeekorps pour des opérations en Samland.
Attaqué en conjonction avec les défenseurs assiégés de Königsberg, le détachement d'armée Samland ouvre un corridor de secours à la ville, le 20 février 1945. L'unité revient à sa première désignation de XXVIII. Armeekorps le 26 février 1945.

## Organisation

### Commandant
| Date                             | Grade                  | Commandant    |
| -------------------------------- | ---------------------- | ------------- |
| 9 février 1945 - 26 février 1945 | General der Infanterie | Hans Gollnick |

### Chef d'état-major
| Date                             | Grade  | Commandant          |
| -------------------------------- | ------ | ------------------- |
| 9 février 1945 - 26 février 1945 | Oberst | Ernst-August Lassen |

### Officiers d'Opérations (Ia)
| Date                             | Grade | Commandant         |
| -------------------------------- | ----- | ------------------ |
| 9 février 1945 - 26 février 1945 | Major | Alexander Rominger |

## Zones d'opérations
- Est de la Prusse : Février 1945

## Ordre de bataille
19 février 1945
- IX. Armeekorps
  - Festungskommandant Pillau (Divisionsstab z.b.V. 607)
  - Divisionsstab 548. Volks-Grenadier-Division
  - 58. Infanterie-Division
  - 93. Infanterie-Division
  - 95. Infanterie-Division + 286. Infanterie-Division
  - 551. Volks-Grenadier-Division

## Référence
1. ↑  (en) « Panzerdivisionen (Nationale Volksarmee) », sur axishistory.com (consulté le 22 juin 2023).